# Betty Friedan
Betty Naomi Goldstein, conocida como Betty Friedan (Peoria, Illinois; 4 de febrero de 1921-Washington D. C., 4 de febrero de 2006) fue una teórica y líder feminista estadounidense de origen judío de las décadas de 1960 y 1970. Formada en psicología social, en 1963 escribió La mística de la feminidad, un libro clave en la historia del pensamiento feminista y considerado como uno de los libros de no ficción más influyentes del siglo XX. Publicado por WW Norton & Company, había vendido más de tres millones de copias en 2000.
En el libro planteó la visión de las mujeres como seres psíquicos que configuran su identidad individual al hilo de sus relaciones sociales afrontando lo que denominó «el problema que no tiene nombre», manifestado en autodestructivas patologías como ansiedad, alcoholismo, desmedido deseo sexual, neurosis o incluso suicidio, propiciadas por la imposición de estereotipos que en la sociedad estadounidense de la posguerra relegaban a la mujer a su papel de esposas y madres ajenas a todo lo que ocurriera fuera del hogar. La obra de Friedan avanzó problemas y se adentró por primera vez en campos de investigación que posteriormente fueron claves de la filosofía feminista a pesar de no ser filósofa. 
Friedan fue cofundadora y presidenta en 1966 de la Organización Nacional de Mujeres (NOW por sus siglas en inglés), pionera en el movimiento de mujeres y que en el siglo XXI se mantiene como una de las organizaciones feministas más importantes de EE. UU.
En la década de 1970, planteó diversas luchas para la aprobación de las leyes sobre el aborto, el trabajo femenino y sobre los derechos de las mujeres en general. En 1981 publicó otro de sus libros clave para el feminismo: La segunda fase.
Betty Friedan es considerada una figura central del feminismo estadounidense.

## Biografía
Nació en 1921 en Peoria, Illinois. Era hija de un matrimonio de inmigrantes judíos. Su padre, Harry, fue un inmigrante ruso que creó un negocio de collares en una próspera tienda de joyería. Su madre, Miriam, emigrante húngara, había sido editora de una página de mujeres del periódico local antes de renunciar a su trabajo tras su boda y la llegada de los hijos. «Solo años más tarde, cuando estaba escribiendo "La mística de la feminidad", Friedan pudo comprender el comportamiento frío y crítico de su madre como una forma de enmascarar una profunda amargura al renunciar al trabajo que amaba.»
Estudiante brillante, se graduó en psicología en el Smith College en 1942 y en 1943 logró una beca de la Universidad de California en Berkeley para realizar estudios de posgrado donde estudió con el renombrado psicoanalista Erik Erikson. Allí renunció a una segunda beca para seguir formándose para complacer al hombre con el que salía entonces. Fue un momento decisivo -explicó en sus memorias- que luego la llevaría al feminismo. 
La siguiente etapa de su vida la llevó hasta el Greenwich Village en Nueva York donde colaboró con varias publicaciones obreras y trabajó como editora en The Federated Press, un pequeño servicio de noticias que proveía de información a los periódicos nacionales. En 1946 encontró un trabajo como reportera en U.E. News. En 1947 se casó con Carl Friedan, un joven director de teatro y posteriormente ejecutivo publicitario, y se mudó a Victorian House en Rockland County, N.Y.
Se convirtió en ama de casa y siguió colaborando en diversas revistas. Fue uno de sus artículos no publicados el que la empujó a escribir sobre el malestar de la mujer norteamericana de los años cincuenta. «Había una extraña discrepancia entre la realidad de nuestras vidas como mujeres y la imagen a la que intentábamos adaptarnos, la imagen que he llamado la mística femenina», explicó Friedan en una entrevista en 2000.
En 1963 publicó el libro que marcó no solo su vida sino la historia de las mujeres occidentales en la segunda mitad del siglo XX: La mística de la feminidad.
En octubre de 1966 Betty Friedan fue cofundadora de la Organización Nacional de Mujeres (NOW por sus siglas en inglés), organización feminista pionera que reunió un gran número de colectivos y grupos feministas de Estados Unidos y que sigue siendo una de las organizaciones más importantes de ese país.
1969 fue el año de su divorcio y de la fundación de la Asociación Nacional para la Derogación de las Leyes de Aborto, posteriormente conocida como Naral Pro-Choice America. 
En 1970 dejó la presidencia de NOW tras altercados cada vez más frecuentes con otras compañeras de la organización a causa de sus ataques hacia las posturas más radicales de una nueva generación, que la apartaron del movimiento.
En 1971 fundó con Gloria Steinem, Bella Abzug y otras, la Asamblea Política Nacional de Mujeres (National Women's Political Caucus en inglés) para apoyar la presencia de más mujeres en la política.
En un artículo de El País de 2000, en el que se mencionan unas diferencias que Friedan tenía con otros miembros del movimiento feminista, la autora del mismo llega a la conclusión que «Friedan reconoce ahora que no estaba hecha para las decisiones colectivas o las responsabilidades» y citó estas palabras de Friedan: «Mirando hacia atrás, creo que hice lo correcto al empezar todas esas organizaciones [...]. Fui muy buena inspirándolas y creándolas, pero no podía tolerar las reglas. Nunca tuve mucha paciencia a la hora de administrar cosas. Pero es muy gratificante ver lo lejos que han llegado.»
Fueron declaraciones hechas en la presentación de su propia biografía Mi vida hasta ahora. «No tenía planeado escribir sobre su vida, pero se sintió obligada a dar su versión de los hechos después de la publicación de dos biografías suyas [en 1999], Betty Friedan her life, de Judith Hennesse, y Betty Friedan and the making of the feminine mystique, de Daniel Horowitz [...].»

«A lo largo de estos años, mucha gente me ha preguntado '¿cómo lo hiciste?'. Nunca he podido contestar a esa pregunta. Porque nunca tuve la intención de empezar una revolución feminista. Nunca lo planeé. Simplemente, ocurrió", dice Friedan en sus memorias.»

## Pensamiento

### La mística de la feminidad
En 1963 Friedan escribió La mística de la feminidad en el que analizó la situación de sometimiento y  dominio sobre las mujeres estadounidenses de la posguerra desde el aspecto psicológico-social de la identidad femenina, apareciendo definidas y narradas únicamente como amas de casa, esposas y madres y presuponiéndolas desinteresadas en lo que ocurría fuera del hogar. El evento que desencadenó el inicio de su obra fue la reunión con sus compañeras de clase la universidad. En dicha reunión, Friedan tras cuestionar a sus compañeras, se percató que la mayoría, así como ella, estaban insatisfechas con el mundo de la ama de casa suburbana. Tras esta reunión pasó los siguientes cinco años entrevistando a mujere a lo largo del país, entrevistas que serían la base de su obra
A pesar de lo que psicólogos, expertos y publicistas aseguraban, la vida de las amas de casa de clase media estadounidense no se parecía en nada a la existencia satisfactoria que mostraban los anuncios de electrodomésticos, maquillaje o detergentes. En su obra Friedan expone que estos medios de publicidad, junto con los nuevos cambios en la forma de enseñanza en las universidades, fueron la forma en que la idea, de que la realización de la mujer era a través del hogar, se propagó y normalizó.
Las mujeres que sufrían lo que Friedan llamó el «problema que no tiene nombre» sentían una enorma infelicidad e insatisfacción, que según datos aportados por la propia autora se manifestaba en autodestructivas patologías como ansiedad, alcoholismo, desmedido deseo sexual, neurosis o incluso suicidio.
En contra de la posición de otro grupo de psicólogos que también trabajaron el tema, consideraba que el problema no era sexual, aunque pudiera generar patologías de ese tipo, sino que estaba relacionado con el desarrollo de la identidad personal de propio yo. Ante la pérdida de esta personalidad, las mujeres no generaban una vida propia. Friedan señala que todo ser humano tiene una necesidad por construir una vida personal y, ante la falta de la suya, las mujeres optaban por vivir la vida de sus hijos. Terminamos por tener jóvenes que no pueden vivir sin la guía de sus madres.
No solo las mujeres perdieron su identidad, sino que las nuevas generaciones perdían su identidad. Friedan expone que la forma de lidiar con el miedo al mundo, a los problemas, era simplemente moverse con inercia en estos roles de familia y rechazar la propia personalidad. 
Por otro lado a través de estudios de campo descartó que estuviera vinculado a la clase social de las mujeres o a la formación y consideró que era un problema común a todas las mujeres estadounidenses y, en esa medida, su solución exigía una reacción de todas y cada una de ellas.
"Tal y cómo lo presenta Friedan -apunta Ángeles J. Perona en su trabajo sobre el feminismo liberal estadounidense- estas mujeres eran víctimas de lo que hoy en día se denominaría la heterodesignación, es decir, una designación de su identidad que las mujeres no se habían dado a sí mismas sino que les venía ya elaborada e impuesta por otros" era aceptada con gusto por la mayoría de las mujeres dado que quienes rompían el estereotipo, señala Perona, se enfrentaban al rechazo social.

#### Reivindicación del feminismo clásico e ilustrado
Friedan acompaña sus propuestas pragmáticas de marco teórico y para interpretar la situación a la que se enfrentan las mujeres reivindica la herencia de las feministas clásicas ilustradas sobre todo del ámbito anglosajón como Mary Wollstonecraft, las sufragistas y la Declaración de Seneca Falls. Entre los conceptos ilustrados que reivindica es el de la razón. Friedan recupera para los años 60 la reivindicación de que se reconozca a las mujeres el estatuto de "seres humanos" dotadas de razón. Otro argumento ilustrado -analiza Ángeles J. Perona- que utiliza continuamente en su desarticulación de "el problema que no tiene nombre" es aquel según el cual la igualdad de las mujeres es necesaria para liberar también a los varones". También es ilustrada la definición de la identidad de las mujeres que no puede definirse solo sus funciones biológicas (reproducción y crianza) señalando que la cultura es un valor fundamental en la formación de su yo.

### La segunda fase
La segunda fase (1981) fue la segunda obra clave para el feminismo aunque no tuvo la repercusión de la primera. Se sitúa en el contexto histórico de la reacción política dada por el ascenso al poder del presidente conservador Ronald Reagan. Los problemas de las mujeres se producen, a juicio de la autora, tras la constatación de que a pesar de que pueden acceder a puestos de trabajo públicos no logran la igualdad ni en el ámbito público ni en el privado. El problema se sitúa en la doble jornada y una imagen de la mujer que corresponde a la "supermujer". Autoras como Perona defienden que en esta obra se produce un cambio en Friedan desde el formalismo estrictamente liberal de su primera época hasta propuestas más cercanas de lo que se denomina en Europa "socialdemocracia" aunque se trataría de un giro ideológico moderado pues mantiene el individualismo como noción central de su teoría.
En 1993 escribió La fuente de la edad libro en el que aborda la menopausia, la obsesión de la juventud y el envejecimiento.

## Vida personal
Se casó con Carl Friedan (nacido Friedman), un productor de teatro, en 1947, mientras trabajaba en News UE. Tras el matrimonio continuó trabajando primero como asalariada en News UE y a partir de 1952, como periodista independiente. La pareja se divorció en mayo de 1969, y Carl murió en diciembre de 2005.
Friedan afirmó en su libro de memorias Mi vida hasta ahora (2000) que durante su matrimonio Carl la había golpeado; amigas, como la escritora y reportera Dolores Alexander recordó haber tenido que disimular los moretones a causa del abuso de Carl a tiempo para ruedas de prensa (Brownmiller 1999, p. 70). Carl sin embargo negó el maltrato en una entrevista con la revista Time, poco después de la publicación del libro, asegurando que era "completa invención". Más tarde Betty dijo, en el programa Good Morning America, "Casi desearía que no haber escrito sobre ello porque ha sido usado de manera sensacionalista y fuera de contexto. Mi marido no era un golpeador de mujeres y yo no era víctima pasiva de un golpeador de mujeres. Nos hemos peleado mucho y él era más grande que yo".
Carl y Betty Friedan tuvieron tres hijos: Daniel, Emily y Jonathan. Se crio en una familia judía, pero era agnóstica. En 1973, Friedan fue una de los firmantes del Manifiesto Humanista II.
Falleció en su hogar, el día que cumplía ochenta y cinco años, por problemas cardíacos.

## Eponimia
El asteroide (249523) Friedan fue nombrado así en su honor.

### En inglés
- The Feminine Mystique (1963)
- It Changed My Life: Writings on the Women's Movement (1976)
- The Second Stage (1981)
- The Fountain of Age (1993)
- Beyond Gender (1997)
- Life So Far (2000)

### En español
- La mística de la feminidad. (2009) Cátedra ISBN 9788437626178 Primera edición en 1965.
- La segunda fase (1983) Plaza & Janes
- La fuente de la edad (1993) Planeta ISBN 9788408011590
- Mi vida hasta ahora. (2003) Cátedra ISBN 9788437620671